# Tord och Tord
Tord och Tord är en svensk animerad dramafilm från 2010 i regi av Niki Lindroth von Bahr.

## Handling
En dag när Tord kommer hem har hans lägenhet förändrats och tillhör hans nya granne, som också heter Tord. Tillsammans utvecklar de ett eget kodspråk som till slut blir så invecklat att de själva missförstår det.

## Om filmen
Lindroth von Bahr producerade, skrev manus, fotade och klippte filmen och Thomas Tidholm agerade berättarröst. Filmen premiärvisades den 29 januari 2010 på Göteborgs filmfestival och samma år utgavs den på DVD som en del i samlingen Svensk kortfilm c/o Folkets Bio: Volym 3. Den har visats flera gånger på Sveriges Television.
Tord och Tord har belönats med flera internationella priser. 2010 fick den ett hedersomnämnande samt blev utvald till bästa animerade kortfilm på Festival Internacional de Curtas do Rio de Janeiro, en Golden Gunnar Award på Fredrikstad Animation Festival och Black Pearl Award för bästa animerade kortfilm vid Abu Dhabi Film Festival. Den var samma år även nominerad till en Gold Hugo på Chicago International Film Festival. 2011 fick den pris för bästa manus på festivalen Fantoche International Animation i Baden samt nominerades till en Guldbagge för bästa kortfilm.